# Compilație (muzică)
Compilația este un album muzical ce conține o selecție de melodii lansate de un artist sau sau mai mulți pe albumele de studio și albumele live.